# Clubiona coreana
Clubiona coreana este o specie de păianjeni din genul Clubiona, familia Clubionidae, descrisă de Paik, 1990. Conform Catalogue of Life specia Clubiona coreana nu are subspecii cunoscute.